# Campeón de Campeones 1943-44
El Campeón de Campeones 1943-44 fue la III edición del Campeón de Campeones que enfrentó al campeón de la Liga 1943-44: Asturias y al campeón de la Copa México 1943-44: España.
El título se jugó a partido único realizado en el Parque Asturias de la Ciudad de México. Al final de éste, el España consiguió adjudicarse por primera vez en su historia este trofeo.

## Participantes
| Asturias |  |  |  | Campeón de la Primera División de México (1943-44) |
| España   |  |  |  | Campeón de la Copa México (1943-44)                |

## El partido
| 23 de julio de 1944 | Asturias                             | 3:5 (1:2; 3:3) (0:2 t. s.) | España                                               | Parque Asturias, Ciudad de México |                        |
|                     | Noguera 7' · Aballay 56', 80' (pen.) |                            | Larrinaga 15', 26', 49' · Quesada 93' · Lángara 100' | Árbitro(s): Juan López            | Árbitro(s): Juan López |

| Campeón de Campeones 1943-44 |
| ---------------------------- |
|                              |
| España                       |
| 1° Título                    |